# Hundimiento de la barca peruana Lorton
La Lorton fue un barco a vapor peruano que se dedicaba al Transporte marítimo. Fue construido en Belfast en 1889. Tenía capacidad de 1,374 toneladas y era impulsada por vela y motor de vapor. Fue adquirida por el empresario peruano Domingo Loero en la Gran Bretaña, luego en 1915 fue vendida a la Sociedad Rocca & Miller.

## Hundimiento
Eran los años de la Primera Guerra Mundial y Alemania había decretado la prohibición del comercio marítimo por los mares de Europa. La barca “Lorton” realizó su último viaje hasta Chile para transportar salitre a Inglaterra.
El 5 de octubre de 1916 partió del Callao en su viaje final. Llevaba una tripulación de 19 hombres al mando del capitán Frank T. Sanders. En sus bodegas transportaba un cargamento de nitrato de soda que debía llegar a España.
El 4 de febrero de 1917, la barca peruana fue hundida por un submarino alemán que le puso cargas explosivas al casco de la nave. El incidente ocurrió cerca del puerto de Suances (España). 
Inmediatamente, el gobierno peruano protestó por este incidente a través de sus cónsules en Barcelona.
El Imperio Alemán ofreció investigar sobre este incidente. Todo indicaba que el barco se encontraba en aguas españolas, por lo tanto, no era posible realizar un ataque en esa jurisdicción. Además, la protesta indicaba que el barco había salido del Perú antes que entrara en vigencia la ley que cerraba estas rutas marítimas.

## Represalia peruana
El gobierno peruano consideró a este incidente como un “ultraje” en donde se llegó a capturar la bandera peruana que flameaba en la cubierta del “Lorton”. Se pedía una indemnización por los daños sufridos que sumaban un total de 55,236 libras esterlinas y ocho chelines.
Los alemanes no aceptaron su responsabilidad y declararon que el “Lorton” llevaba contrabando, razón por la que fue hundida.
Luego de intercambios de comunicaciones, no se llegó a ningún acuerdo y el ministro de relaciones exteriores Francisco Tudela y Varela informó al Congreso sobre el caso.
El 5 de octubre de 1917, el Congreso peruano acordó aprobar la ruptura de relaciones con el Imperio Alemán. Ese mismo día, el ministro Tudela envió una comunicación al gobierno alemán.
Inmediatamente los diplomáticos del Perú y Alemania volvieron a sus países.
Como consecuencia del rompimiento de relaciones diplomáticas con Alemania, el 14 de junio de 1918 el gobierno peruano toma posesión de las embarcaciones alemanas internadas en el Callao. La potencia europea se había rehusado a responder satisfactoriamente por el hundimiento del “Lorton”.
Las naves detenidas fueron los veleros Maipo, Omega y Tellus, y los vapores Anubis, Marie, Luxor, Sierra Córdoba y Rhakotis.
La ruptura de las relaciones diplomáticas entre Perú y Alemania fue felicitada por varios países, el gobierno norteamericano envió una efusiva carta de felicitación, también Inglaterra y Francia.
Algunos creen que el Perú decidió romper relaciones con Alemania para obtener la adhesión de Estados Unidos en el conflicto de Tacna y Arica.[cita requerida]